# Partita 2
Partita 2, sous-titré Sei solo, est un ballet de danse contemporaine de la chorégraphe belge Anne Teresa De Keersmaeker écrit en collaboration avec le chorégraphe français Boris Charmatz pour deux danseurs et un violoniste. La création mondiale a eu lieu le 3 mai 2013 par les deux chorégraphes qui l'interprètent lors du Kunstenfestivaldesarts de Bruxelles.

## Création du projet
C'est lors de l'édition 2010 du Festival d'Avignon — durant laquelle Anne Teresa De Keersmaeker présente En atendant et Boris Charmatz, artiste associé de l'édition suivante en 2011, prépare Enfant — que les deux chorégraphes se rencontrent, improvisent dans le cloître des Célestins sur le langage chorégraphique de De Keersmaeker et décident de collaborer pour un duo,. Durant deux ans, ils organisent des séances de création commune de quelques heures (à Bruxelles ou à Rennes) autour de la musique de Bach que la chorégraphe belge reprend à nouveau pour ce spectacle en choisissant la partita en ré mineur pour violon seul (BWV 1004) et dont elle analyse précisément la structure, notamment de la Chaconne (considérée comme un aboutissement de la musique du compositeur et une pierre angulaire de la musique occidentale) en se focalisant en particulier sur la ligne de « basse cachée » de la partition pour structurer la chorégraphie,. Boris Charmatz souligne tout particulièrement le « travail lent et minutieux [de De Keersmaeker...] qui sui[t] une ligne et la creuse, et la recreuse » pour à la fin à force de travail faire « apparaitre une forme ». Ils travaillent durant une semaine continue, à la mi-décembre 2012, la pièce au Centre chorégraphique national de Rennes que dirige Boris Charmatz et qui coproduit le spectacle avec la compagnie Rosas.
Le sous-titre de Partita 2, Sei solo, fait référence aux titre original des Sonates et partitas pour violon seul (Sei solo a violino senza basso accompagnato) de Johann Sebastian Bach en jouant volontairement sur le double sens induit par l'erreur grammaticale peut-être volontaire de Bach de sei solo (au lieu de sei soli, signifiant « six solos ») qui devient traduisible littéralement par « tu es seul », formulation paradoxale pour un duo.
Partita 2 est créé le 3 mai 2013 lors du Kunstenfestivaldesarts de Bruxelles, puis présentée en Europe lors de la saison 2013-2014 avec notamment sa programmation du 23 au 26 juillet dans la cour d'Honneur du Palais des papes en clôture du Festival d'Avignon,.

## Présentation générale
Partita 2 est entièrement écrite autour de la partition de la Partita pour violon seul nº 2 de Bach, pièce musicale en cinq mouvements. Le ballet est structuré en trois parties d'environ 25 minutes chacune dans lesquelles Anne Teresa De Keersmaeker reprend des principes d'écriture chorégraphiques et scéniques développés dans ses deux derniers spectacles ainsi que dans Zeitung (2008) et The Song (2009) qui ont pour but de donner à voir la musique et de donner à entendre la danse.
Pour cela, la première partie du ballet repose sur l'interprétation de la partita par la violoniste dans le noir total afin de concentrer l'attention du spectateur sur l'intensité et la richesse de l'œuvre de Bach. L'interprétation s'arrête cependant abruptement au milieu du crescendo de la Chaconne. Le duo entre ensuite en scène pour danser, sans musique, la chorégraphie qui s'attache à la question du mouvement, notamment dans le rapport entre le corps et la marche, la course, la danse en suivant les intitulés de la partition de Bach, et reprend pour ce faire un certain nombre d'éléments du vocabulaire de la chorégraphe belge et scénographiques déjà présents dans En atendant et Cesena. Ainsi, les interprètes — habillés strictement en noir, portant des baskets de couleurs vives et crissantes — évoluent sur un plateau nu où sont légèrement dessinés différents réseaux de cercles ou de sphères guidant leurs trajectoires. La troisième partie intègre les deux premières, en reprenant cette fois l'ensemble de la partition et de la chorégraphie interprétées par la violoniste et le duo qui interagissent au plus près pour exposer Partita 2.

## Accueil critique
Lors de la création à Bruxelles qui fut unanimement saluée par la presse belge, les critiques soulignent la prise de risque « gonflée et fascinante » des deux premières parties de Partita 2, musique jouée dans le noir complet, puis du duo dansé sans musique, avant que le trio de danseurs et de la violoniste ne se forme pour se « marier magistralement tout au long des cinq mouvements de la partita » en redansant la chorégraphie qui fut présentée précédemment sans musique. La Libre Belgique met en avant le contraste physique entre les corps et la danse des deux interprètes, Anne Teresa De Keersmaeker qui « danse splendidement, avec une espièglerie qui peut changer brusquement en profonde mélancolie » en opposition à Boris Charmatz « qui est plutôt dans l'essoufflement voire dans l'épuisement qui le fait retomber sur la terre ».
Lors de la présentation de l'œuvre au Festival d'Avignon, l'accueil de la presse française est globalement positif. Marie-Christine Vernay pour Libération considère que les deux danseurs-chorégraphes « transcendent la musique du compositeur allemand » en poussant l'épure à son maximum « au fin fond de la danse, là où ça se trame, les pires horreurs, les pires bonheurs qui habitent les corps ». Pour Rosita Boisseau, si le ballet est « un élégant pas-de-deux » reprenant tout à la fois des éléments de ses deux précédentes œuvres avignonnaises (En attendant et Cesena) et l'« élan sans complexe de la fille tourbillonnante » de ses premières chorégraphies dans « un fabuleux ping-pong avec les humeurs de cette partition musicale complexe », il demeure cependant pour la critique du Monde que le duo Partita 2 à l'« argument chorégraphique mince, presque maigre » présenté dans la cour d'honneur semble « disproportionné » par rapport au lieu, aurait mieux convenu à un espace plus « modeste » où il aurait peut-être évité l'accueil très mitigé fait par le public,. À ce propos, Anne Teresa De Keersmaeker et Boris Charmatz avaient émis des doutes sur la présentation du spectacle dans la cour d'honneur et souhaitaient le danser dans l'espace plus petit du lycée Saint-Joseph d'Avignon, mais les chorégraphes se sont laissés convaincre et n'ont pu refuser l'« offre généreuse et audacieuse » des organisateurs Vincent Baudriller et Hortense Archambault qui ont voulu clore l'édition du festival — et leur décennie de direction du festival — par ce spectacle.
Une partie de la presse est cependant beaucoup plus réservée sur l'œuvre qualifiant l'association des deux chorégraphes de « mariage forcé plus qu'une vraie union créatrice » dont l'aboutissement artistique ressemble « toujours, six mois après sa création, à une séance de répétition [...] au langage corporel resté artificiel ».

## Fiche technique
- Chorégraphie : Anne Teresa De Keersmaeker en collaboration avec Boris Charmatz
- Danseurs à la création : Anne Teresa De Keersmaeker et Boris Charmatz
- Scénographie : Michel François
- Musique : Partita pour violon seul nº 2 (BWV 1004) de Johann Sebastian Bach interprétée par Amandine Beyer (développé en collaboration avec George Alexander Van Dam[15])
- Costumes : Anne-Catherine Kunz
- Production : Compagnie Rosas avec le Festival d'Avignon, La Monnaie de Bruxelles, le Théâtre de la Ville de Paris, le Grand Théâtre de Luxembourg, ImPulsTanz et le Kunstenfestivaldesarts
- Durée : environ 90 minutes
- Première : 5 mai 2013 lors du Kunstenfestivaldesarts à Bruxelles
- Représentations : environ une trentaine